# Harold Dade
Harold Dade est un boxeur américain né le 24 mars 1923 à Chicago, Illinois, et mort le 17 juillet 1962 à Los Angeles, Californie.

## Carrière
Vainqueur en amateur des Golden Gloves dans la catégorie poids mouches en 1940 et 1941, il passe professionnel en 1943 et devient champion du monde des poids coqs le 6 janvier 1947 en battant aux points Manuel Ortiz mais perd le combat revanche organisé le 11 mars suivant. Il met un terme à sa carrière en 1955 sur un bilan de 39 victoires, 31 défaites et 6 matchs nuls. 